# أساطير سلافية

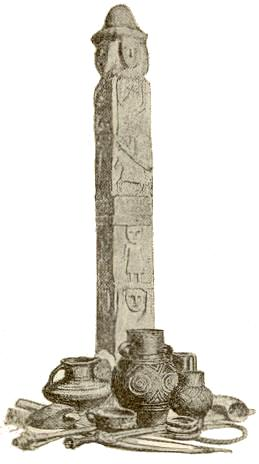
المعبود زبروش.

الأساطير السلافية هي الجانب الأسطوري المرتبط بالديانة القائمة على تعدد الآلهة التي كان يعتنقها شعوب السلاف قبل تحولهم إلى المسيحية.
وتتسم هذه الديانة بالعديد من الخصائص الشائعة في الديانات الأخرى المنحدرة من ديانة الشعوب الأوروبية الهندية البدائية.